# Anne Meara
Anne Meara (20. září 1929 – 23. května 2015) byla americká herečka a komička, manželka Jerryho Stillera a matka Bena Stillera.
Narodila se v Brooklynu do rodiny irského původu a herectví studovala na The New School a v HB Studiu. Se Stillerem se seznámila v roce 1953 a brzy se za něj provdala. Společně působili v improvizační divadelní skupině Compass Players, po odchodu vystupovali ve dvojici a dosáhli značné popularity; mnohokrát vystupovali v pořadu The Ed Sullivan Show. Společné veřejné vystupování ukončili v roce 1970 kvůli neblahému vlivu na jejich manželství. V roce 1975 ztvárnila hlavní roli v seriálu Kate McShane, za níž byla nominována na cenu Emmy. Vystupovala také v několika epizodách seriálu Rhoda. Na přelomu 70. a 80. let hrála v sitcomu Archie Bunker's Place, později také v sedmi epizodách seriálu Alf. Společný pořad se Stillerem – The Stiller and Meara Show (1986) – nebyl příliš úspěšný. Malé role ztvárnila v synových filmech Zoolander (2001) a Noc v muzeu (2006).
Zemřela na Manhattanu ve věku 85 let.